# Гірські ліси Східної Панами
Гірські ліси Східної Панами (ідентифікатор WWF: NT0122) — неотропічний екорегіон тропічних та субтропічних вологих широколистяних лісів, розташований на сході Панами.

## Географія
Екорегіон гірських лісів Східної Панами охоплює кілька ізольованих гірських масивів, розташованих на сході Панами та у прилеглих районах на крайньому північному заході Колумбії. Ці гори утворилися внаслідок субдукції літосферних плит Наска та Кокос під Карибську плиту, що призводить до тектонічної нестабільності та вулканічної активності. На північному сході Панами простягаються гори Кордильєра-де-Сан-Блас та Серранія-дель-Дар'єн. Найвищою вершиною Серранії-дель-Дар'єн та всього екорегіону є гора Серро-Тараркуна заввишки 1875 м. Південніше, біля узбережжі Тихого океану, лежать гори Серранія-де-Хунгурудо, Серранія-де-Багре та Серранія-дель-Баудо. Загальна площа екорегіону становить понад 3000 км².
Гірські ліси Східної Панами поширені на висоті понад 500 м над рівнем моря. На більших низьких висотах вони переходять у панамські атлантичні вологі ліси та у вологі ліси Чоко і Дар'єну.

## Клімат
В межах екорегіону переважає екваторіальний клімат (Af за класифікацією кліматів Кеппена) або мусонний клімат (Am за класифікацією Кеппена), а на найвищих вершинах Серранії-дель-Дар'єн — високогірний субтропічний клімат (Cfb за класифікацією Кеппена). Середньорічна кількість опадів в екорегіоні становить від 3000 до 4000 мм. В центральних гірських хребтах опадів випадає менше (від 1700 до 2800 мм), а в горах, поширених уздовж узбережжя Карибського моря, — більше (від 4000 до 5000 мм).

## Флора
В межах екорегіону зустрічаються різні рослинні угруповання, зокрема болота і заболочені ліси, напівлистяні тропічні вологі ліси, передгірські вологі ліси, гірські хмарні ліси та карликові ліси. На найвищих гірських вершинах, що підіймаються на висоту понад 1800 м над рівнем моря, гірські ліси переходять у субальпійські луки, відомі як парамо.
Найбільш поширеним типом лісів в регіоні є напівлистяні тропічні вологі ліси, у яких переважають червоні сейби (Pachira quinata), сидячі пахіри (Pachira sessilis), дерева гуанакасте (Enterolobium cyclocarpum), великолисті ліканії (Licania hypoleuca), стрункі платиподіуми (Platypodium elegans), баррігонські сейби (Pseudobombax septenatum), панамські стеркулії (Sterculia apetala), амазонійські терміналії (Terminalia amazonia), панамські тетрагастріси (Tetragastris panamensis) та парасолькові таруми (Vitex cymosa). 
У передгірських та гірських вологих лісах, поширених на більших висотах, домінують високі кеш'ю (Anacardium excelsum). Також в цих лісах зустрічаються гвіанські зміїні дерева (Brosimum guianense), бавовняні дерева (Ceiba pentandra), орінокські кохлоспермуми (Cochlospermum orinocense), олійні чойби (Dipteryx oleifera), перуанські бальзамові дерева (Myroxylon balsamum) та різні види пахір (Pachira spp.). У горах Серранія-дель-Дар'єн поширені колумбійські дуби (Quercus humboldtii). В їх підліску ростуть пальми мапора (Oenocarpus mapora) та західні мабеї (Mabea occidentalis). У хмарних лісах, поширених на висоті понад 750 м над рівнем моря, домінують пальми мапора (Oenocarpus mapora), а у карликових лісах, поширених у високогір'ях, — різні види клузій (Clusia spp.).
Завдяки значному перепаду висот, кліматичним коливанням, а також завдяки тому, що екорегіон розташований на Панамському перешийку між Північною та Південною Америкою, його флора характеризується високим різноманіттям та рівнем ендемізму. Пишні, густі гірські ліси Східної Панами демонструють біологічну спорідненість з лісами сусідньої Колумбії.

## Фауна
Фауна екорегіону також вирізняється високим біорізноманіттям завдяки поєднанню північноамериканських та південноамериканських видів. Загалом у провінції Дар'ен на сході Панами зустрічається 770 видів хребетних тварин. Серед великих ссавців, поширених у гірських лісах Східної Панами, слід відзначити центральноамериканського тапіра (Tapirus bairdii), центральноамериканську мазаму (Mazama temama), ошийникового пекарі (Dicotyles tajacu), центральноамериканську коату (Ateles geoffroyi), колумбійського ревуна (Alouatta palliata), бурогорлого лінивця (Bradypus variegatus) та північного двопалого лінивця (Choloepus hoffmanni), а також найбільших хижаків Панами — ягуарів (Panthera onca) та пум (Puma concolor). Серед інших хижих ссавців, поширених в регіоні, слід відзначити оцелота (Leopardus pardalis), маргая (Leopardus wiedii) та ягуарунді (Herpailurus yagouaroundi).
Також в екорегіоні поширені численні дрібні ссавці, зокрема чорно-білі капуцини (Cebus capucinus), центральноамериканські агуті (Dasyprocta punctata), рудохвості вивірки (Sciurus granatensis), андійські коенду (Coendou quichua), південні опосуми (Didelphis marsupialis), північні тамандуа (Tamandua mexicana) та гірські нічниці (Myotis oxyotus). Ендеміками екорегіону є піррійські панамомиші (Isthmomys pirrensis), а майже ендемічними його представниками — буроголові коати (Ateles fusciceps), панамські нічні мавпи (Aotus zonalis), тамарини Жофруа (Saguinus geoffroyi), західні низинні олінго (Bassaricyon medius) та західні карликові вивірки (Microsciurus mimulus).
В горах Східної Панами зустрічаються деякі птахи, характерні для гірських лісів південноамериканських Анд, зокрема яскраві андійські квезалі (Pharomachrus auriceps). Серед інших птахів, поширених в горах екорегіону, слід відзначити бурого тинаму (Nothocercus bonapartei), чубатого токро (Odontophorus guttatus), коста-риканського голуба (Patagioenas subvinacea), гуахаро (Steatornis caripensis), плямистолобого свіфта (Cypseloides cherriei), зеленого ерміта (Phaethornis guy), зеленого колібрі (Colibri thalassinus), бурого колібрі (Colibri delphinae), колумбійського колібрі-діаманта (Heliodoxa jacula), мексиканського колібрі-жарокрила (Eupherusa eximia), фіолетового колібрі-шаблекрила (Campylopterus hemileucurus), зеленолобого колібрі-довгодзьоба (Doryfera ludovicae), довгочубого колібрі-кокетку (Lophornis delattrei), королівського кондора (Sarcoramphus papa), смугастогрудого канюка (Morphnarchus princeps), чорного орла-самітника (Buteogallus solitarius), темноволого трогона (Trogon collaris), чорноволу гілу (Melanerpes formicivorus), оливкокрилого дятла-смуганя (Colaptes rubiginosus), бурого дзьогана (Leuconotopicus fumigatus), плямистоволого аракарі (Pteroglossus torquatus), малу лінивку (Micromonacha lanceolata), андійського евбуко (Eubucco bourcierii), панамського катіту (Bolborhynchus lineola), панамського папугу-горобця (Forpus conspicillatus), темноволого кадука (Myrmotherula schisticolor), лісового батарито (Dysithamnus mentalis), гватемальську мурашницю (Grallaria guatimalensis), плямистолобого дереволаза (Lepidocolaptes affinis), рудогорлого гострохвоста (Premnoplex brunnescens), рудогорлого листовика (Sclerurus mexicanus), білоголового салтарина (Pseudopipra pipra), смугастого бекарда (Pachyramphus versicolor), маскового тирана (Myiodynastes hemichrysus), гірську еленію (Elaenia frantzii), рудого монудо (Mitrephanes phaeocercus), золотистого піві-малюка (Empidonax flavescens), бронзового каполето (Pseudotriccus pelzelni), андійського віреона (Vireo leucophrys), чорнощокого гагера (Cyanolyca cucullata), сіроволого тріщука (Henicorhina leucophrys), сірого пронурка (Cinclus mexicanus), гірського дрозда-короткодзьоба (Catharus frantzii), панамського дрозда (Turdus plebejus), гондураську гутураму (Euphonia elegantissima), жовточеревого чижа (Carduelis xanthogastra), великого заросляка (Atlapetes albinucha), мінливобарвного зеленника (Chlorospingus flavopectus), жовтодзьобого касика (Amblycercus holosericeus), чорногорлу чернітку (Myioborus miniatus), білокрилу пірангу (Piranga leucoptera), цятковану танагру (Ixothraupis guttata) та андійську шиферку (Haplospiza rustica).
Ендеміками екорегіону є панамські токро (Odontophorus dialeucos), панамські голубки (Zentrygon goldmani), панамські колібрі (Goldmania violiceps), колібрі-жарохвости (Goldmania bella), панамські тапакуло (Scytalopus panamensis), панамські щетинкохвости (Margarornis bellulus), панамські солітаріо (Myadestes coloratus), чорнощокі зеленники (Chlorospingus inornatus), панамські зеленники (Basileuterus ignotus), таракунські зеленники (Chlorospingus tacarcunae), таракунські коронники (Basileuterus tacarcunae) та панамські танагри (Tangara fucosa), а майже ендемічними його представниками — панамські татаупи (Crypturellus kerriae), пурпурові голубки (Zentrygon lawrencii), гачкодзьобі колібрі (Androdon aequatorialis), золотистоголові колібрі-пухоноги (Haplophaedia aureliae), коста-риканські сплюшки (Megascops clarkii), червоногруді дятли-кардинали (Campephilus splendens), панамські тукани (Selenidera spectabilis), синьогорлі тукани (Aulacorhynchus caeruleogularis), золотоголові каїки (Pyrilia pyrilia), бурі покривники (Sipia laemosticta), брунатні покривники (Percnostola zeledoni), рудоволі мурахолови (Formicarius rufipectus), рудощокі курутії (Cranioleuca erythrops), панамські тиранчики (Phylloscartes flavovirens), рудобороді тиранчики (Phylloscartes superciliaris), вохристі волоочки (Troglodytes ochraceus), чорноголові поплітники (Pheugopedius spadix), панамські поплітники (Cantorchilus elutus), білоголові різжаки (Campylorhynchus albobrunneus), рудоголові гутурами (Euphonia anneae), пекторалові органісти (Chlorophonia flavirostris), чорноголові тихоголоси (Arremon atricapillus), біловусі рудоголови (Arremon crassirostris) та жовто-сині аркеї (Bangsia arcaei).
У Національному парку Дар'єн зустрічається 24 види амфібій та плазунів. що перебувають під загрозою зникнення. Серед поширених в регіоні амфібій слід відзначити рогату сумчасту квакшу (Gastrotheca cornuta), а серед плазунів — ендемічних гірських лісових веретільниць (Advenus montisilvestris) та фантомних деревних змій (Imantodes phantasma).

## Збереження
Незаймані гірські ліси екорегіону є одними з найбільш важкодоступних на Землі. Через них не пролягає жодна дорога, і навіть Панамериканське шосе, яка простягається з півночі на південь через всю Америку, утворює Дар'єнський розрив завдовжки 100 км. Тим не менш, подальший розвиток інфраструктури може призвести до масштабної вирубки лісів.
Оцінка 2017 року показала, що 2164 км², або 71 % екорегіону, є заповідними територіями. Природоохоронні території включають: Національний парк Дар'єн, Національний парк Чагрес та Лісовий заповідник Чепігана в Панамі. У 1981 році  Національний парк Дар'єн був внесений до списку Світової спадщини ЮНЕСКО.